# Élection présidentielle tunisienne de 2019
L'élection présidentielle tunisienne de 2019 a lieu de manière anticipée le 15 septembre 2019 en Tunisie et du 13 au 15 septembre à l'étranger pour le premier tour, et le 13 octobre 2019 pour le second. Elle vise à élire le président de la République tunisienne pour un mandat de cinq ans.
Il s'agit de la deuxième élection présidentielle au suffrage universel direct depuis la révolution de 2011. Elle est organisée par l'Instance supérieure indépendante pour les élections. Initialement prévu le 17 novembre 2019, le scrutin est avancé en raison de la mort du président sortant, Béji Caïd Essebsi, en juillet 2019. Le premier tour a par conséquent lieu avant les législatives, tandis que le second tour est organisé une semaine après celles-ci.
Le candidat social-conservateur indépendant Kaïs Saïed arrive en tête du premier tour, suivi de Nabil Karoui, du récent parti Au cœur de la Tunisie. La qualification pour le second tour de deux candidats hors système marque le rejet par les électeurs de la classe politique sortante, dans un contexte d'éparpillement des candidatures d'envergure. Aucun candidat n'ayant remporté la majorité absolue, un second tour est organisé, à l'issue duquel Kaïs Saïed l'emporte avec 72,71 % des suffrages.

## Contexte

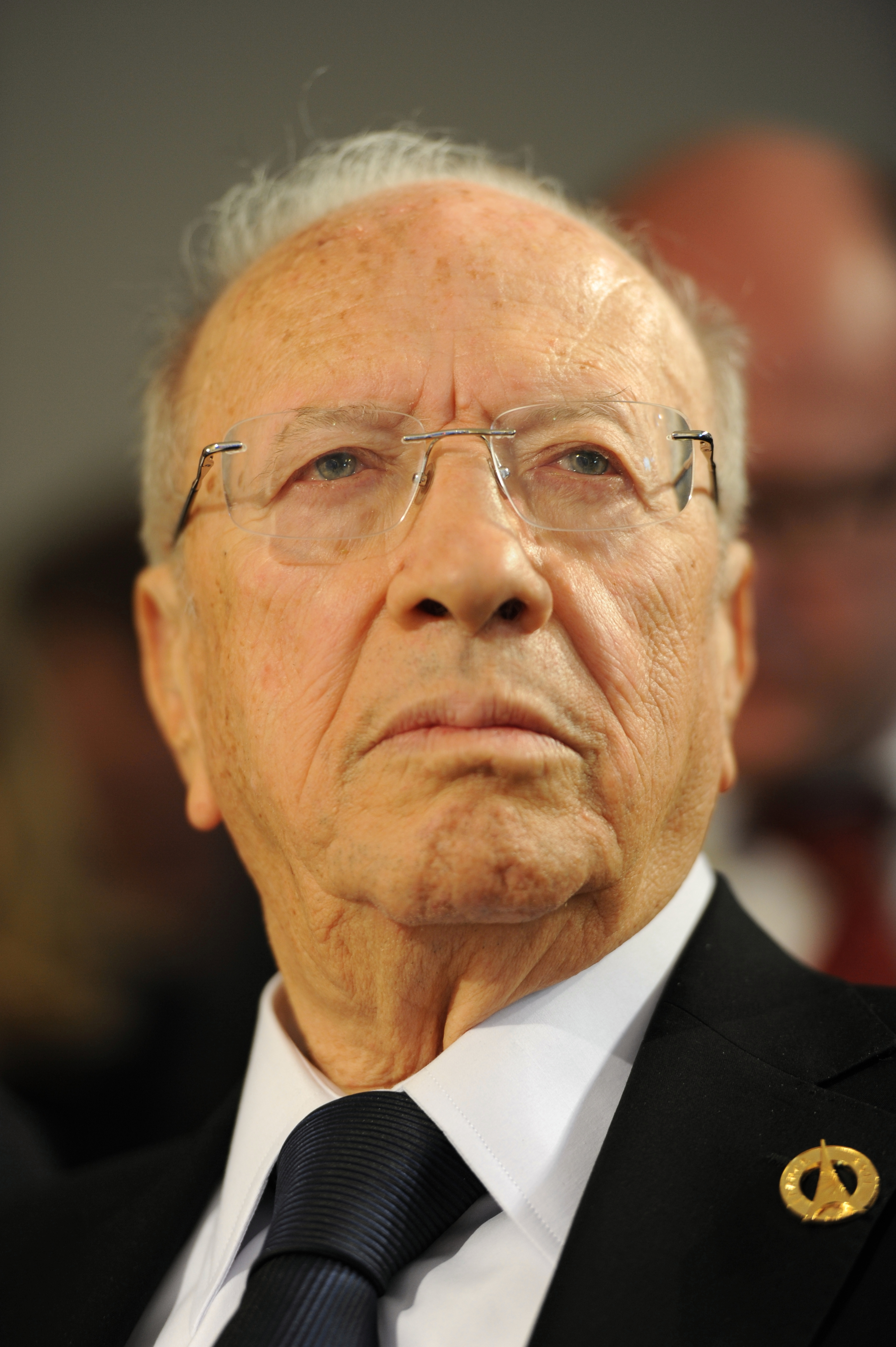
Béji Caïd Essebsi en 2011.

Le 27 juin 2019, le président sortant, Béji Caïd Essebsi, 92 ans, qui avait annoncé qu'il ne se représenterait pas, est hospitalisé dans un état « très critique »,. Le lendemain, la présidence annonce que son état de santé est « en amélioration ».
La dégradation de son état de santé pose la question de son éventuelle succession. La Constitution dispose que si l'incapacité à exercer ses fonctions est temporaire, il revient au chef du gouvernement d'exercer ses fonctions. Si l'incapacité est définitive, le président de l'Assemblée des représentants du peuple est chargé de l'intérim pour une période de 45 à 90 jours, après que la vacance du poste ait été constatée par l'instance provisoire chargée du contrôle de la constitutionnalité des projets de loi, en l'absence d'une Cour constitutionnelle fonctionnelle. Essebsi sort finalement de l'hôpital le 1er juillet. La question de son état de santé reste cependant présente, menant à une campagne de la société civile pour la publication de son dossier médical.
Caïd Essebsi meurt le 25 juillet 2019, au lendemain d'une nouvelle hospitalisation,. Mohamed Ennaceur assure l'intérim le jour même. Ce décès conduit les autorités à avancer la date de la présidentielle de novembre à septembre. En l'absence d'une Cour constitutionnelle, l'établissement d'un nouveau calendrier électoral est dans un premier temps incertain, avant d'être fixé au 15 septembre.

## Modalités

### Contexte
Le président de la République tunisienne est élu pour un mandat de cinq ans au suffrage universel, libre, direct et secret, au cours des derniers soixante jours du mandat présidentiel. L'article 74 de la Constitution établit que la candidature à la présidence de la République est un droit pour toute électrice et électeur, âgé d'au minimum 35 ans, de nationalité tunisienne et de confession musulmane. L'article précise que, s'il est titulaire d'une autre nationalité, il doit présenter un engagement selon lequel il renonce à celle-ci s'il est élu.
Si la Tunisie est dotée d'un chef du gouvernement choisi par l'Assemblée des représentants du peuple et exerçant l'essentiel du pouvoir exécutif, le président tunisien n'en est lui-même pas dépourvu. En sa qualité de chef d'État et de chef de l'armée, il possède un rôle important dans les ministères régaliens des Affaires étrangères et de la Défense, dont il nomme les diplomates et haut gradés. L'article 77 de la Constitution dispose qu'il « lui appartient de déterminer les politiques générales dans les domaines de la défense, des relations étrangères et de la sécurité nationale […] après consultation du chef du gouvernement ». Le président se voit également autorisé par l'article 82 à soumettre exceptionnellement à référendum des projets de loi votés par l'assemblée s'ils touchent à la ratification de traités internationaux ou bien aux libertés et droits individuelles.
Le mode de scrutin utilisé est uninominal majoritaire à deux tours. L'article 75 précise que si la majorité absolue des suffrages exprimés n'est pas obtenue au premier tour du scrutin, un deuxième tour est organisé dans les deux semaines qui suivent l'annonce des résultats définitifs du premier tour. Les deux candidats ayant obtenu le plus grand nombre de voix au premier tour se présentent au second, et celui remportant le plus de voix est déclaré élu. Si l'un des candidats qualifié pour le ballotage décède, il est procédé à un nouvel appel aux candidatures, avec de nouvelles dates pour les élections dans un délai ne dépassant pas quarante-cinq jours ; cette disposition ne s'applique pas à la renonciation éventuelle de candidats. La Constitution précise également que personne ne peut occuper le poste de président de la République pendant plus de deux mandats complets, successifs ou séparés, et qu'en cas de démission, le mandat est considéré comme ayant été accompli en totalité.
De plus, pour faire enregistrer leur candidatures, les prétendants doivent déposer une caution de dix mille dinars tunisiens.

### Tentative de changement
Le 18 juin 2019, des amendements controversés, accusés de barrer la route à Nabil Karoui et Olfa Terras, sont adoptés. Les amendements interdisent ainsi la candidature de personnes ayant fait des dons à la population, bénéficié de financements étrangers ou de publicité politique au cours des douze mois précédant une élection, ou possédant un casier judiciaire. Le 25 juin, 51 députés de Nidaa Tounes et du Front populaire déposent un recours pour inconstitutionnalité.
Malgré le rejet du recours, le président Caïd Essebsi refuse de promulguer le texte mais ne le renvoie pas à l'Assemblée pour une seconde lecture, ni le soumet au référendum, ce qui est, selon des juristes, contraire à la Constitution qui ne prévoit pas une telle décision. Cette décision pousse la coalition au pouvoir à envisager de prononcer son incapacité, arguant qu'il aurait été forcé à ne pas signer le texte.

## Calendrier électoral
L'élection est initialement prévue le 10 novembre, avant d'être repoussée d'une semaine pour éviter que le scrutin ne survienne en même temps que le Mouled, jour férié marquant la naissance du prophète Mahomet et au cours duquel de nombreux Tunisiens rejoignent leurs familles ou se rendent à Kairouan, haut lieu de l'islam situé dans le centre de la Tunisie. Éviter un chevauchement permettrait en effet aux forces de l'ordre de sécuriser plus facilement les deux événements et d'éviter un effet néfaste sur la participation. Le gouvernement souhaiterait ainsi éviter une répétition du résultat des élections municipales de mai 2018, où la participation n'avait été que de 35,65 %.
Le corps électoral est initialement convoqué le 6 juillet 2019. Un total de 7 081 307 sont inscrits sur les listes électorales grâce à une importante campagne qui permet l'inscription d'un million et demi de nouveaux électeurs sur les trois millions et demi de non inscrits, la population en âge de voter étant estimée à un peu moins de neuf millions. Lors des élections municipales de 2018, ils n'étaient ainsi que 5 369 843 électeurs. Le nouveau corps électoral se voit rajeuni et féminisé, la tranche d'âge la plus représentée parmi les nouveaux inscrits étant celle des 18-35 ans, tandis que les femmes représentent 54 % du total des nouveaux inscrits. Le porte-parole de l'Instance supérieure indépendante pour les élections, Hasna Ben Slimane, juge ainsi le nouveau corps électoral relativement représentatif de la population. Le total des inscrits est légèrement plus élevé que celui arrêté pour les législatives, dont les listes ont été closes un peu plus tôt, totalisant 7 066 940 inscrits.
La mort du président Caïd Essebsi, qui provoque un avancement du calendrier, amène cependant le corps électoral à être convoqué pour de nouvelles dates le 31 juillet. Le dépôt des candidatures a lieu du 2 au 9 août tandis que, le scrutin étant anticipé, la campagne électorale dure treize jours au lieu de 22, soit du 2 au 13 septembre. La diaspora tunisienne, qui totalise 386 053 électeurs, commence à voter dès le 13 et ce jusqu'au 15, le premier tour étant organisé sur le territoire national le 15 septembre 2019. Enfin, les résultats préliminaires doivent être annoncés le 17 septembre. Avant le premier tour, le second tour devait avoir lieu les 13 ou 20 octobre, soit après les législatives, organisées le 6 octobre. Finalement, l'ISIE annonce les dates du 29 septembre, 6 et 13 octobre comme des dates possibles, suivant les recours en justice.

### Second tour
La loi électorale tunisienne prévoit que le second tour a lieu quinze jours après la validation des résultats du premier, et que celle-ci a lieu une fois que tous les recours éventuellement déposés ont été étudiés et un verdict prononcé. Le second tour pourrait alors avoir lieu au plus tôt le 29 septembre, en cas d'absence de recours.
Le 19 septembre, cependant, Seifeddine Makhlouf dépose un recours auprès du tribunal administratif contestant les résultats du premier tour, ce qui repousse à début octobre la date probable du second tour, en concomitance avec les élections législatives du 6 octobre, ou après celles-ci. L'ensemble des recours sont rejetés le 23 septembre par le tribunal administratif, ouvrant une période de deux jours du 25 au 26 pour d’éventuels appels.
Des recours de seconde instance ayant été déposés au sujet des résultats de l'élection, le second tour est finalement fixé au 13 octobre.

## Candidatures

### Dépôts de candidatures
Le dépôt des candidatures à l'ISIE démarre le 2 août 2019 pour s'achever le 9 août. Les candidats doivent déposer un dossier comprenant le parrainage d'au moins 10 députés ou 10 000 électeurs, auxquels s'ajoute une caution de 10 000 dinars, soit environ 3 150 euros.
Mongi Rahoui, député du Front populaire, est le premier à déposer sa candidature le jour du début de dépôt des candidatures sous l'enseigne du parti Front populaire, suivi de Mohamed Abbou, président du Courant démocrate, puis de Lotfi Mraïhi, président de l'Union populaire républicaine, de Abir Moussi, présidente du Parti destourien libre, de Mounir Jemaï, agriculteur indépendant, puis de Nabil Karoui, président du parti Au cœur de la Tunisie, ainsi que Nidhal Kraïem, Hamdi Alaya, Fathi Krimi et Nizar Chouk, tous quatre candidats indépendants,.
Le 3 août, deuxième jour de dépôt de candidatures, seul Fethi Ouerfelli, candidat du parti Tounes Baytouna, dépose sa candidature. Le 4 août, quatre nouveaux dossiers sont déposés par Mongi Louhichi, porte-parole d'Ettakatol Al Chaâbi, puis par Mohamed Chedly Fekih Ahmed, candidat indépendant, suivis par Mohamed Hédi Mansouri, président du Parti démocratique pour la justice et la prospérité, et enfin par Mehdi Jomaa, président du parti Al Badil Ettounsi.
Le 5 août, Lazhar Zoghlami, Amara Saad Laoui, Khaled Kalaï, Ridha Abed, l'artiste Abdelhamid Ammar ainsi que Rached Achour déposent leurs candidatures, tous se présentant en tant qu'indépendants,,,. Le 6 août, Moez Borni, suivi de Hamdi Rejeb, Sahbi Khaldi, Mohamed Ali Ati, Hamadi Jebali, ancien membre du parti Ennahdha, Mohamed Marzouki, Adnène Ben Khachana et Taoufik Jabnoune déposent leurs candidatures, tous en tant que candidats indépendants,.
Le 7 août, Moncef Marzouki, président du Hizb el-Harak et ancien président de la République (2011-2014), est le premier à déposer sa candidature. Il est suivi du candidat indépendant Ahmed Ben Nfissa, puis par Hamma Hammami, porte-parole de la coalition Front populaire, suivis des candidats indépendants Mohamed Seghaïer Nourri, Sami Chaabane, ainsi que par le ministre de la Défense Abdelkrim Zbidi, également indépendant. Habib Hardoug, Badreddine Borni, Fathi Sardouk, Mehrez Zoghlami Chikhaoui et Rekaya Hafi déposent également leurs candidatures en tant que candidats indépendants.
Le 8 août, les candidats indépendants Noureddine Bouali, Sahbi Trabelsi, Mohamed Lassaad Ouni, Ikbal Lamine, Zied Tibr, Abdelwahed Ben Mohamed Khachnaoui, Radhouane Ben Slim Abdelali, Fathia Mouawed, Habib Ben Mohamed Sassi, Rafik Sallami, Mohsen Moujahed et Marouène Ben Amor présentent leurs candidatures en tant qu'indépendants. Mounir Baatour, président du Parti libéral tunisien, présente ensuite sa candidature, suivi par Hechmi Hamdi, président du Courant de l'amour, puis par Mohamed Amine Agrebi et Safi Saïd, tous deux indépendants.
Le 9 août, dernier jour du processus, le chef du gouvernement et président de Tahya Tounes, Youssef Chahed, le président par intérim de l'Assemblée des représentants du peuple et vice-président d'Ennahdha, Abdelfattah Mourou, et le président de Machrouu Tounes, Mohsen Marzouk déposent leurs dossiers. Pour sa part, Slim Riahi, recherché par la justice pour une affaire de corruption, dépose sa candidature par le biais de son avocat. Selma Elloumi (Al Amal), Abid Briki (Tunisie en avant), Saïd Aïdi (Bani Watani), Seifeddine Makhlouf (Al Karama), ainsi que les indépendants Kaïs Saïed, Néji Jalloul, Bahri Jelassi, Kamel Laabidi, Amine Ben Salah, Zohra Mhenni, Mohamed Hédi Ben Hassine, Béchir Aouini, Hatem Boulabiar, Malika Zdini et Mokhtar Lotfi Kammoun font également la démarche, alors qu'Achour et Jemaï retirent leur dossier.
Elyes Fakhfakh du parti Ettakatol et les indépendants Maher Khedher, Sadok Chérif, Raoudha Rezgui, Abdellatif Dridi, Mouldi Aouichaoui, Mohamed Ben Belgacem, Saber Nefzi, Taoufik Mabrouk, Mohamed Salah Jannadi, Omar Mansour, Mohamed Al Awcet Ayari, Mahmoud Rouissi, Bassem Hamdi, Riadh Baazaoui, Sahbi Brahim, Leïla Hammami, Hmida Ben Jemaa, Raoudha Gafraj, Abdelhamid Hermassi et Dhouha Haddad complètent la liste de 97 candidats.
Le 14 août, l'ISIE publie une liste préliminaire de 26 candidats ayant rempli les critères. Onze d'entre eux ont reçu les parrainages d'élus faciles à vérifier tandis que ceux d'électeurs prennent davantage de temps. La liste définitive doit être annoncée le 31 août. Dans l'intervalle, douze candidats refusés déposent des recours devant le Tribunal administratif : Lazhar Zoghlami, Mohamed Hédi Ben Hassine, Mohamed Salah Jannadi, Bahri Jelassi, Mounir Baatour, Leïla Hammami, Sahbi Brahim, Mohamed Al Awset Ayari, Marouène Ben Amor et Abdellatif Dridi, ainsi que deux autres dont le recours sera rejeté pour ne pas avoir informé l'instance électorale. Le Tribunal administratif accepte le recours de Jelassi, Brahim, Ben Amor et Ben Hassine. L'ISIE décide de faire appel de cette décision qui est finalement rejetée, conduisant le 30 août à la confirmation des 26 candidatures retenues.
Cependant, des enquêtes sont ouvertes à l'encontre des candidats Hamma Hammami, Abid Briki, Mohsen Marzouk et Lotfi Mraïhi, pour falsifications supposées de parrainages.

## Candidats

### Principaux candidats

#### Kaïs Saïed
| Kaïs Saïed                | Kaïs Saïed |
| ------------------------- | ---------- |
|                           |            |
| Candidat indépendant      |            |
| Le peuple veut الشعب يريد |            |

Candidat jugé atypique, Kaïs Saïed est un universitaire et juriste spécialisé en droit constitutionnel s'étant fait connaître au cours des débats liés à l'élaboration de la Constitution par ses nombreuses interventions dans les journaux télévisés en tant que spécialiste de ces questions. Il participe auparavant à la révolution de 2011.
Ancien secrétaire général de l'Association tunisienne de droit constitutionnel, il a été membre du comité d'experts chargé de réviser le projet de la nouvelle constitution à la suite de la révolution de 2011. Dès 2018, il se montre volontaire à une potentielle candidature à la présidentielle. Il dépose sa candidature le 9 août 2019 et obtient le parrainage de 30 274 citoyens.
Âgé de 61 ans, il ne dispose d'aucun parti et participe en candidat indépendant, s'appuyant sur un mouvement jeune et citoyen. Il prône le remplacement de l'Assemblée des représentants du peuple, élue au scrutin direct, par une assemblée composée de 165 membres élus au scrutin indirect sur une base régionale par les élus locaux, ainsi que l'instauration pour ces derniers d'un mandat révocable,. Par ailleurs, il promet de ne pas résider au palais présidentiel de Carthage et refuse de recevoir des financements publics pour sa campagne, jugée « ascétique ».
Kaïs Saïed bénéficie du soutien d'un électorat de jeunes ayant fait des études en mettant en avant son intégrité, dans le contexte d'une classe politique désavouée par la jeunesse. Qualifié de « Robespierre sans la guillotine », il se voit crédité par plusieurs sondages d'une place pour le second tour. Passionné par l'arabe littéraire, qu'il utilise au cours de sa campagne au lieu de l'arabe dialectal de ses concurrents, il est surnommé « Robocop » du fait de ses traits figés et de son élocution monocorde, qui sont rapprochés avec ses thèmes favoris de campagne portant sur le droit et la justice. Également francophone, il accorde plusieurs entretiens dans cette langue au cours de la campagne.
Favorable à la peine de mort, Saïed se positionne en conservateur sur plusieurs questions de société. Il est ainsi également opposé à l'égalité homme-femme en matière d'héritage, et estime que l'expression publique de l'homosexualité est encouragée par des parties étrangères finançant leurs associations,. Il s'oppose à l'emprisonnement d'individus pour homosexualité, mais n'est pas engagé en faveur de la dépénalisation, bien qu'affirmant garder l'esprit ouvert sur ces questions, une position confirmée par l’association de défense des droits des LGBTQI+ Mawjoudin.
En 2013, au sujet de la réforme de la Constitution, il déclare que « ne pas mentionner la charia permettra d'éviter les effets négatifs et rétrogrades de celle-ci » et qu’« il est préférable de se contenter de maintenir l'article premier de la Constitution de 1959 »,.
Ses positions conservatrices lui valent cependant d'être accusé pendant l'entre-deux-tours par la présidente de la Colibe Bochra, Belhaj Hmida, d'être salafiste et de prôner l'application de la charia. Plusieurs de ses anciens collègues constitutionnalistes et de ses élèves prennent alors position pour défendre le candidat. Celui-ci est décrit par eux comme conservateur, mais pas intégriste, salafiste ni même islamiste, ayant notamment condamné la pensée salafiste et la violence extrémiste durant ses cours lors de l'affaire de la diffusion du film Perspépolis par Nessma TV. Bochra Belhaj Hmida revient sur ses déclarations dans les jours qui suivent, affirmant s'être « précipitée » et jugeant que Kaïs Saïed est seulement « conservateur ».

#### Nabil Karoui
| Nabil Karoui                      | Nabil Karoui |
| --------------------------------- | ------------ |
|                                   |              |
| Au cœur de la Tunisie             |              |
| Au cœur de la Tunisie في قلب تونس |              |

Âgé de 56 ans, Nabil Karoui est un homme d'affaires spécialisé dans le domaine de la communication. Il est notamment le propriétaire de la chaîne de télévision Nessma, connue pour avoir diffusé le film Persepolis de Marjane Satrapi, provoquant la colère de nombreux salafistes et un procès pour blasphème, un délit passible de trois ans de prison. Défendu par l'avocat Chokri Belaïd, dont l'assassinat peu après provoque d'importantes manifestations et la plus grave crise gouvernementale depuis la révolution, Karoui échappe à la prison et n'est condamné qu'à une simple amende. Ancien membre de Nidaa Tounes, il quitte le parti en avril 2017 sur à des désaccords avec Hafedh Caïd Essebsi.
À la suite de la mort de son fils dans un accident de voiture en avril 2016, Nabil Karoui s'investit fortement dans une association caritative, Khalil Tounes. Celle-ci fournit aux pauvres des repas, des soins et des produits de première nécessité, relayé par Nessma. Karoui jouit alors d'une grande popularité, qui le propulse sur la scène politique lorsque plusieurs sondages le crédite de la première place des intentions de vote à la présidentielle, avec le soutien de 25 à 30 % des sondés,. Il est alors accusé d'user de philanthropie dans le seul but d'attirer de futurs électeurs, Youssef Chahed le qualifiant de « Berlusconi tunisien ». Cela lui vaut également le surnom de « makrouna » (pâtes alimentaires en arabe), en référence aux paquets de pâtes qu'il distribuait aux populations.
Le gouvernement tente alors d'empêcher sa candidature en ajoutant à un projet d'amendement une clause sur mesure interdisant aux propriétaires de médias de se présenter. Votée à l'Assemblée des représentants du peuple, la nouvelle loi électorale est cependant bloquée par le président Béji Caïd Essebsi juste avant sa mort. Selon plusieurs sondages effectués en juillet, Karoui pourrait se qualifier pour le second tour. Le 25 juin, il devient président du parti Au cœur de la Tunisie. Il dépose sa candidature le 2 août suivant, et obtient le parrainage de 12 députés de l'Assemblée des représentants du peuple.
Il est cependant inculpé le 8 juillet 2019 pour blanchiment d'argent et interdit de sortie du territoire, tandis que ses biens sont gelés. Le 9 août, il est épinglé par l'ISIE pour avoir commencé sa campagne avant les dates officielles. Le 28 août, pour les mêmes raisons, celle-ci ordonne à son équipe de campagne de retirer ses affiches portant le slogan « La prison ne nous arrêtera pas… Rendez-vous le 15 septembre ». Il est entre-temps arrêté le 23 août, à la suite de la production d'un mandat d'arrêt par la chambre d'accusation de la cour d'appel de Tunis. Malgré son arrestation, il maintient sa candidature, n'ayant pas été à ce jour condamné par la justice, ni privé de ses droits civiques. Cependant l'ISIE s'inquiète des conditions dans lesquelles Karoui va devoir faire campagne derrière les barreaux, tandis que la Ligue tunisienne des droits de l'homme dénonce les conditions de son arrestation. Les observateurs estiment que cet épisode pourrait profiter à Karoui en renforçant son image « anti-système »,.

#### Abdelfattah Mourou
| Abdelfattah Mourou                                                        | Abdelfattah Mourou |
| ------------------------------------------------------------------------- | ------------------ |
|                                                                           |                    |
| Ennahdha                                                                  |                    |
| Vote le plus valeureux pour une Tunisie meilleure انتخب الأقدر لتونس افضل |                    |

Abdelfattah Mourou créé la surprise en devenant à 71 ans le candidat d'Ennahdha. Ce dernier s'était jusqu'à présent refusé à ne serait ce que tenter d'obtenir la présidence, de peur de soulever l'opposition de la société et du monde politique en Tunisie comme à l'étranger, face à l'hégémonie d'un parti islamiste sur le pays. Visant à la place le contrôle du gouvernement via le parlement et les entités décentralisées, Ennadha rompt en partie avec cette politique en présentant la candidature de Mourou, avocat de profession, dont l'objectif serait de « ne pas gagner », du fait de l'inversion subite du calendrier électoral. La mort du président Caïd Essebsi plaçant le premier tour de la présidentielle juste avant les législatives, le parti estime impossible de ne pas présenter de candidat à moins de devenir inaudible au cours de la période resserrée de la campagne électorale. Malgré les réticences de plusieurs membres de la direction du parti face à ce changement de position, la candidature de Mourou, dont la personnalité est jugée très peu clivante, est imposée par son dirigeant, Rached Ghannouchi puis votée le 6 août par 98 voix pour et cinq abstentions par le conseil de la Choura d'Ennahdha,.
Mourou est député à l'Assemblée des représentants du peuple depuis les élections législatives de 2014, à la suite desquelles il est élu par les députés vice-président de l'Assemblée. Le 25 juillet 2019, au décès du président Béji Caïd Essebsi, il devient Président de l'Assemblée des représentants du peuple à la suite de la nomination de Mohamed Ennaceur au poste de Président de la République. Il dépose sa candidature le 7 août et botient le parrainage de 17 députés, ainsi que des parrainages de citoyens et de présidents de conseils municipaux.
Le candidat est réputé pour son humour et son abondante élocution. Excellent tribun, friand de citations religieuses ou philosophiques, voire de chansons au cours de ses interventions à la télévision, il jouit d'une image de sympathique aristocrate de la capitale, ou beldi. Il est remarqué pour son port de la jebba, qu'il s'engage, en cas de victoire, à troquer contre un costume-cravate classique.
Malgré sa bonne image, Abdelfattah Mourou souffre toutefois du bilan économique catastrophique d'Ennahdha lors de son passage au pouvoir de 2011 à 2014 au sein de la troïka. Accusé d'avoir procédé à une véritable distribution des emplois publiques à ses partisans et soutiens en vue de « noyauter l'administration », le gouvernement de la troïka amène en effet le nombre des fonctionnaires de l'État tunisien à gonfler de 35 %. L'augmentation de la masse salariale continue de peser sur le budget du pays, alors en pleine stagnation économique,. Le parti perd de fait plus d'un million d'électeurs entre l'élection de la constituante de 2011 et les municipales de 2018, tout en restant le principal parti du pays dans un contexte de forte abstention.
Eliminé au premier tour, il appelle à voter Kaïs Saïed.

#### Abdelkarim Zbidi
| Abdelkrim Zbidi                                                              | Abdelkrim Zbidi |
| ---------------------------------------------------------------------------- | --------------- |
|                                                                              |                 |
| Candidat indépendant                                                         |                 |
| La fidélité à la Tunisie, la fidélité à la nation الوفاء لتونس، الوفاء للوطن |                 |

Ce médecin de formation âgé de 69 ans devient un peu malgré lui l'hériter du président Caïd Essebsi. Alors ministre de la Défense, un poste directement placé sous l'autorité du président, chef de l'armée, il réunit autour de lui les loyalistes du défunt président, les partis Afek Tounes et Nidaa Tounes annonçant leur soutien à une éventuelle candidature de sa part,,. Ancien secrétaire d'État et ministre de la Santé sous la présidence de Zine el-Abidine Ben Ali, il est auparavant deux fois ministre de la défense, d'abord dans les gouvernements successifs Ghannouchi II, Caïd Essebsi et Jebali, puis dans le gouvernement Chahed.
Jugé très méfiant à l'égard du monde politique, il se déclare candidat à l'issue d'une campagne de soutien de ces partis et de plusieurs ministres qui finit par s'étendre sur les réseaux sociaux. Abdelkrim Zbidi démissionne de son poste de ministre le jour du dépôt de sa candidature, pour laquelle il obtient un parrainage citoyen, ainsi que celui de 17 députés de l'Assemblée des représentants du peuple,,.
Affirmant ne pas avoir de préférence entre les deux régimes et fustigeant le régime semi-parlementaire actuel, il promet de convoquer un référendum pour appeler la population à trancher entre un régime présidentiel et un régime parlementaire. Au cours des débats télévisés, il s'engage à réformer l'administration publique, à lutter contre la corruption et à dépénaliser les drogues. Éliminé au premier tour, il ne donne aucune consigne de vote.

#### Youssef Chahed
| Youssef Chahed                   | Youssef Chahed |
| -------------------------------- | -------------- |
|                                  |                |
| Tahya Tounes                     |                |
| Une Tunisie plus forte تونس أقوى |                |

Âgé de 43 ans, Youssef Chahed est le chef du gouvernement tunisien depuis le 27 août 2016. Ancien ministre sous le Gouvernement Essid, Chahed est un soutien du président Béji Caïd Essebsi au sein du parti Nidaa Tounes, et prend la tête d'un gouvernement d'union nationale en coalition avec l'Union patriotique libre, Afek Tounes, Machrouu Tounes et surtout le parti islamiste Ennahdha, dont il parvient à conserver durablement le soutien. Ce dernier lui permet de rester plus de trois ans à la tête de l'exécutif, un record dans la Tunisie post-révolutionnaire. Les faibles résultats de Nidaa Tounes aux municipales de mai 2018 entraînent de profondes dissensions qui aboutissent le 15 septembre suivant à son exclusion temporaire du parti, levée en avril 2019 sur demande du président Béji Caïd Essebsi. Chahed fonde entretemps son propre parti, qui prend par la suite le nom de Tahya Tounes, et parvient à se maintenir à son poste grâce à la défection d'une quarantaines de députés en sa faveur.
Désormais en froid avec le président Caïd Essebsi, Chahed se concentre sur le redressement de l'économie du pays. Ses résultats sont cependant jugés mitigés, l'inflation atteignant 6,5 % tandis que le chômage se maintient à un niveau élevé, avoisinant les 15 %,,.
Chahed annonce sa candidature à la présidentielle le 8 août et la dépose le 9 août avant d'obtenir le parrainage de 30 députés. Le 22, il délègue ses fonctions au ministre de la Fonction publique, Kamel Morjane pour la durée de la campagne. Ce choix suscite la controverse en raison du passé de Morjane, ministre de la Défense et des Affaires étrangères sous le régime de Ben Ali. Éliminé au premier tour, il ne donne aucune consigne de vote.

#### Mohamed Abbou
| Mohamed Abbou                           | Mohamed Abbou |
| --------------------------------------- | ------------- |
|                                         |               |
| Courant démocrate                       |               |
| Un État fort et juste دولة قويّة و عادلة |               |

Mohamed Abbou est avec sa femme Samia Abbou un opposant de longue date du régime de Zine el-Abidine Ben Ali, sous lequel il est arrêté et emprisonné. Après la révolution, il est élu aux élections constituantes de 2011 mais démissionne afin de devenir ministre chargé de la Réforme administrative dans le gouvernement Jebali, de 2011 à 2012 et secrétaire général du Congrès pour la République avant de fonder son propre parti, le Courant démocrate en mars 2013. Sa participation à la présidentielle pour laquelle il obtient 13 782 parrainages de citoyens est vue comme celle d'un candidat « anti-corruption », la lutte contre cette dernière étant l'une de ses priorités.
Se revendiquant social-démocrate, Abbou attire dans son parti des éléments de la gauche et de l'extrême gauche après les scissions à répétitions de la plupart de leurs formations. Il devient ainsi à 53 ans le chef du principal parti d'opposition au parlement après les élections législatives de 2014. Il se fait connaître par son intransigeance à l'égard des connivences entre hommes d'affaires et politiciens, n'hésitant pas à apostropher au parlement les ministres ayant fait partie du sérail sous Ben Ali. Éliminé au premier tour, il appelle à voter pour Kaïs Saïed.

#### Abir Moussi
| Abir Moussi                                                                       | Abir Moussi |
| --------------------------------------------------------------------------------- | ----------- |
|                                                                                   |             |
| Parti destourien libre                                                            |             |
| Une démocratie responsable, des libertés garanties ديمقراطيّة مسؤولة، حريات مضمونة |             |

Avocate de profession, Abir Moussi est à la tête du Parti destourien libre. Régulièrement qualifié de parti d'extrême droite,,, ce dernier rassemble les sympathisants de l'ex-Rassemblement constitutionnel démocratique, qui dominait le pays avant la révolution et dont Moussi était secrétaire générale,. Âgée de 43 ans, Moussi incarne ainsi la nostalgie de la dictature autoritaire de l'ancien président Zine el-Abidine Ben Ali, sous lequel selon elle « il n'y avait ni chômage ni pauvreté », la révolution l'ayant fait tombé étant « un complot des Européens et des sionistes ». Elle ne reconnaît par conséquent pas la Constitution de 2014 et prône l'établissement d'un régime présidentiel. Elle obtient pour sa candidature 15 366 parrainages citoyens.
Conservatrice, elle demande l'emprisonnement des homosexuels qu'elle associe à des criminels,. Bien que se revendiquant pour l'égalité homme-femme dans l'héritage, elle s'oppose au projet du gouvernement sortant de le mettre en œuvre, jugeant que celui-ci, en étendant les droits aux enfants nés hors mariage, représente une atteinte à l'institution de la famille,,. La proposition de la Commission des libertés individuelles et de l'égalité (Colibe) d'introduire cette égalité tout en laissant le choix aux légataires d'utiliser l'ancien système basé sur le Coran attire également les critiques de la candidate, qui y voit « la porte ouverte aux mariages coutumiers et à une discrimination entre les femmes elles-mêmes ». Éliminée au premier tour, elle appelle à ne pas voter pour Kaïs Saïed.

### Autres candidats
| Candidats                                            | Candidats | Slogan | Slogan | Détails |
| Mongi Rahoui (55 ans) Front populaire                |           |        | Oui... Nous ferons le changement نعم... نغير                                                                         | Membre de la coalition Front populaire, Mongi Rahoui est proposé en mars 2019 par son parti Watad comme candidat de la coalition pour les élections présidentielles. Cette proposition est contestée par certains membres de la coalition mais le candidat continue de revendiquer sa candidature. Après la désignation de Hamma Hammami comme candidat, il montre son indignation et tente de montrer la légitimité de son choix en tant que candidat. À la suite de ces conflits, des démissions au sein de la coalition s'enchaînent et un nouveau parti nommé le Front populaire est fondé en juillet. Le 2 août, il dépose sa candidature en tant que candidat du parti Front populaire. Il obtient le parrainage de 10 députés de l'Assemblée des représentants du peuple. Éliminé au 1er tour, il ne donne aucune consigne de vote. |
| Lotfi Mraihi (59 ans) Union populaire républicaine   |           |        | La voix de la raison صوت العقل                                                                                       | Fondateur de l'Union populaire républicaine en 2011, Lotfi Mraihi ne soutient aucun candidat pour l'élection présidentielle de 2014 et boycotte ces élections. Il annonce sa candidature en avril 2019 et dépose sa candidature le 2 août. Il obtient le parrainage de 12855 citoyens. Eliminé au 1er tour, il appelle à voter Kaïs Saïed. |
| Mehdi Jomaa (57 ans) Al Badil Ettounsi               |           |        | L'avenir de la Tunisie avec Mehdi Jomaa مستقبل تونس مع مهدي جمعة                                                     | Après avoir été ministre dans le gouvernement Larayedh, Mehdi Jomaa occupe le poste de Chef du gouvernement de 2014 à 2015. En mars 2017, il annonce la création de son parti Al Badil Ettounsi. En octobre 2018, il est désigné pour être le candidat de son parti. Il dépose sa candidature le 4 août 2019. Il obtient environ quarante mille parrainages populaires et dix parrainages de députés. Éliminé au 1er tour, il ne donne aucune consigne de vote. |
| Hamadi Jebali (69 ans) Indépendant                   |           |        | #On avance هيا نقدمو#                                                                                                | Ancien président du parti Ennahdha et ancien chef du gouvernement, Hamadi Jebali quitte son parti en décembre 2014. Dès janvier 2018, il annonce se porter candidat à la présidentielle. Il refuse d'être le candidat de son ancien parti à cette élection et se revendique indépendant. Il rejoint la coalition Tounes Okhra mais dépose finalement sa candidature le 6 août 2019 en tant que candidat indépendant. Il obtient le parrainage de onze députés. Eliminé au 1er tour, il appelle à voter Kaïs Saïed. |
| Hamma Hammami (67 ans) Indépendant                   |           |        | Il lui faut de la sagesse يلزمها حمه                                                                                 | Secrétaire général du Parti des travailleurs et porte-parole de la coalition Front populaire, Hamma Hammami est déjà candidat à l'Élection présidentielle de 2014 dans laquelle il finit troisième. Désigné candidat de la coalition le 20 mars 2019, Mongi Rahoui refuse et crée des scissions au sein de la coalition,. Avec la création du parti Front populaire et la candidature de Mongi Rahoui sous cette bannière, il se trouve dans l'obligation de se présenter sous le nom d'une nouvelle coalition qu'il nomme « Le Front ». Il dépose sa candidature le 7 août 2019, et obtient un parrainage citoyens. Éliminé au 1er tour, il ne donne aucune consigne de vote. |
| Moncef Marzouki (74 ans) Hizb el-Harak               |           |        | L'avenir nous unit المستقبل يجمعنا                                                                                   | Président de la République de 2011 à 2014, Moncef Marzouki est candidat à sa propre succession à l'élection présidentielle de 2014 mais est éliminé au second tour face à Béji Caïd Essebsi. À sa défaite, il annonce le 23 décembre 2014, la création de son nouveau mouvement Hizb el-Harak qui vise selon lui à empêcher le retour des dictatures. Dès février 2017, il annonce sa candidature à l'élection présidentielle de 2019. En mai, il est désigné par son parti en tant que président du parti et son candidat naturel à l'élection présidentielle. Il dépose sa candidature le 7 août 2019. Il obtient le parrainage de plus de dix mille citoyens. Éliminé au 1er tour, il appelle à voter Kaïs Saïed |
| Mohsen Marzouk (54 ans) Machrouu Tounes              |           |        | On la protège et on la mène au sommet نحميها و نعليها                                                                | Membre fondateur du parti Nidaa Tounes, Mohsen Marzouk est chef de campagne de Béji Caïd Essebsi lors de l'élection présidentielle de 2014, dont le candidat sort vainqueur. À la suite de rivalités au sein du parti en 2015, il en démissionne en décembre et annonce la création de son nouveau parti Machrouu Tounes en mars 2016. Élu secrétaire général puis président de son parti, sa candidature à l'élection présidentielle est annoncée dès juin 2019. Il dépose sa candidature le 9 aoûtet obtient le nombre de parrainages populaires nécessaire, soit au moins dix mille parrainages. Il se désiste le 13 septembre en faveur de Abdelkrim Zbidi. Éliminé au 1er tour, il ne donne aucune consigne de vote. |
| Mohamed Seghaïer Nourri (69 ans) Indépendant         |           |        | Le président du futur الرئيس المستقبل                                                                                | Candidat rejeté à l'élection présidentielle de 2014, Mohamed Seghaïer Nourri arrive en tête dans la circonscription de Lassouda lors des élections municipales de 2018 en tant que tête de liste indépendant. Il fonde en 2019 la coalition Union nationale des indépendants en vue des élections législatives. Il dépose sa candidature à l'élection présidentielle le 7 août. Il obtient un parrainages citoyen. Éliminé au 1er tour, il ne donne aucune consigne de vote. |
| Hechmi Hamdi (55 ans) Courant de l'amour             |           |        | Je suis contre le système et avec l'islam, la justice et le nationalisme أنا ضد السيستام ومع الإسلام والعدل والتأميم | Après une candidature à l'élection présidentielle de 2014 dans laquelle Hechmi Hamdi arrive quatrième, son parti Courant de l'amour obtient des résultats très faibles lors des élections législatives de 2014, n'obtenant que deux sièges. En mars 2019, il est désigné par son parti comme candidat à la présidentielle. Il dépose sa candidature le 8 août et obtient le parrainage de 17 000 citoyens. Éliminé au 1er tour, il appelle à voter Kaïs Saïed |
| Omar Mansour (61 ans) Indépendant                    |           |        | Omar par le peuple est gagnant عمر بالشعب منصور                                                                      | Ancien ministre de la Justice sous le gouvernement Essid, et ancien gouverneur de Tunis, Omar Mansour annonce en juillet 2019 sa candidature à l'élection présidentielle de 2019. Il dépose sa candidature le 9 août, et obtient le nombre de parrainages populaires nécessaire. Éliminé au 1er tour, il ne donne aucune consigne de vote. |
| Elyes Fakhfakh (47 ans) Ettakatol                    |           |        | Confiants واثقين | Ancien ministre sous les gouvernements Jebali et Larayedh, Elyes Fakhfakh est membre du parti Ettakatol depuis 2011. Élu président du conseil national de son parti lors de son troisième congrès en 2017, il dépose sa candidature le 9 août 2019 et obtient le parrainage de 10 députés. Éliminé au 1er tour, il appelle à l'abstention. |
| Slim Riahi (47 ans) Nouvelle union nationale         |           |        | En vrai nous la changeons بالحق نبدلوها                                                                              | Candidat à la présidentielle de 2014, dans laquelle il est arrivé cinquième, il est le président de son parti Union patriotique libre jusqu'à ce lorsqu'il propose sa démission de son poste pour se concentrer sur ses problèmes judiciaires en décembre 2017. Cette démission étant refusée, il continue d'occuper ce poste jusqu'à octobre 2018, où il annonce la fusion de son parti avec Nidaa Tounes, dirigée par Hafedh Caïd Essebsi, et y occupe le poste de secrétaire général. À cause de ses problèmes avec la justice, il est contraint de quitter le pays puis démissionne de son poste à Nidaa Tounes en février 2019. Il fonde par ailleurs un nouveau parti baptisé Nouvelle union nationale, dont il occupe le poste de Président. Il dépose sa candidature à l'élection présidentielle le 9 août par l'intermédiaire de son avocat et obtient le parrainage de 12 députés de l'Assemblée des représentants du peuple. Il se désiste le 13 septembre en faveur de Abdelkrim Zbidi. Éliminé au 1er tour, il ne donne aucune consigne de vote.                                                                                          |
| Selma Elloumi (63 ans) Al Amal                       |           |        | Nous créons l'espoir نصنع الأمل                                                                                      | Ancienne ministre du tourisme sous les gouvernements Essid et Chahed, Selma Elloumi est élue comme députée à l'Assemblée des représentants du peuple lors des élections législatives de 2014 sous la bannière de Nidaa Tounes, dont elle était membre du comité exécutif. Nommée au cabinet présidentiel en 2018, elle finit par quitter son poste en 2019 pour se consacrer au parti Nidaa Tounes qui connait alors des tiraillements internes. Ces conflits la mènent à la présidence du parti dans le clan Toubel. Cependant, la justice reconnaît le clan Caïd Essebsi comme légitime, ce qui la pousse à démissionner du parti le 23 juin. En juillet, elle prend la tête d'un parti qu'elle rebaptise Al Amal. Elle dépose sa candidature à l'élection présidentielle le 9 août et obtient le parrainage de 12 députés. Éliminée au 1er tour, elle appelle à voter Nabil Karoui. |
| Saïd Aïdi (58 ans) Bani Watani                       |           |        | Pour oser لنجرئ | Ancien ministre sous les gouvernements Ghannouchi, Caïd Essebsi et Essid, Safi Saïd est élu comme député à l'Assemblée des représentants du peuple lors des élections législatives de 2014 sous la bannière du parti Nidaa Tounes. En mai 2017, il le quitte et annonce la création de son nouveau parti Bani Watani. Dès juillet 2019, il annonce vouloir présenter sa candidature à l'élection présidentielle, ce qu'il fait le 9 août, avant d'obtenir plus de dix mille parrainages de citoyens. Éliminé au 1er tour, il ne donne aucune consigne de vote. |
| Safi Saïd (65 ans) Indépendant                       |           |        | Je... Vous entends ... أسمعكم                                                                                        | Candidat indépendant à la présidentielle de 2014, Safi Saïd arrive à la huitième place. Il dépose à nouveau sa candidature le 8 août 2019 et obtient le parrainage de près de 20 mille citoyens. Éliminé au 1er tour, il appelle à voter Kaïs Saïed. |
| Néji Jalloul (61 ans) Indépendant                    |           |        | La force de la volonté قوّة الإرادة                                                                                   | Ancien ministre de l'Éducation sous les gouvernements Essid et Chahed, Néji Jalloul est alors un membre actif de Nidaa Tounes et y occupe le poste de Secrétaire général du clan Caïd Essebsi lors de la scission. Bien qu'ayant exprimé son attachement au parti, il décide d'en démissionner le 24 juin 2019. Il annonce sa volonté de se porter candidat dès juillet 2019, ce qu'il fait le 9 août avant d'obtenir un parrainage citoyen. Éliminé au 1er tour, il ne donne aucune consigne de vote. |
| Hatem Boulabiar (48 ans) Indépendant                 |           |        | La nouvelle Tunisie تونس الجديدة                                                                                     | Ancien membre du conseil de la Choura du parti Ennahdha, Hatem Boulabiar en démissionne en juillet 2019 et crée son mouvement Indépendants démocrates. Il dépose sa candidature le 9 août. Il a obtenu le parrainage de 11 députés. Éliminé au 1er tour, il en conteste les résultats, exigeant son annulation, puis appelle à voter Nabil Karoui. |
| Abid Briki (62 ans) Tunisie en avant                 |           |        | Par ta voix demain est meilleur بصوتك غدوة خير                                                                       | Membre fondateur du Parti unifié des patriotes démocrates, Abid Briki est ministre de la Fonction publique sous le gouvernement Chahed. Élu secrétaire général du parti Tunisie en avant en mars 2019, il annonce sa candidature dès juillet. Il dépose sa candidature le 9 août. Éliminé au 1er tour, il ne donne aucune consigne de vote. |
| Seifeddine Makhlouf (44 ans) Coalition de la dignité |           |        | Président de la République رئيسا للجمهورية                                                                           | Fondateur de la Coalition de la dignité en janvier 2019, il en devient le porte-parole. Il dépose sa candidature le 9 août. Il se distingue par un discours jugé populiste et francophobe. La Coalition de la dignité prône l'inscription de la charia dans la Constitution, est opposée à l'égalité homme-femme dans l'héritage, pour la peine de mort, et pour la poursuite de la criminalisation de l'homosexualité. Seifeddine Makhlouf se fait connaître pour ses propos jugés francophobes et particulièrement virulents à l'égard de la France, dont il considère qu'elle « occupe » la Tunisie et « vole » ses richesses, et dont il exige des excuses pour les 70 ans de colonisation sous peine, s'il devait être élu, de rupture des accords franco-tunisiens. Il s'oppose également à l'utilisation du français en Tunisie. Il est paradoxalement très populaire en France, où il finit par remporter la majorité des votes de la diaspora établie dans le pays. Il ne s'oppose pas à un gouvernement de coalition avec Ennahdha, mais refuse tout accord avec Au cœur de la Tunisie,. Éliminé au 1er tour, il appelle à voter Kaïs Saïed. |

## Campagne

### Thèmes

#### Fragmentation, dégagisme et montée des anti-système
La présidentielle est marquée par une importante fragmentation politique, dans le contexte d'un bouleversement du système politique existant. L'important désenchantement des électeurs face aux partis traditionnels amène en effet un désir de renouvellement des élites politiques, qui se manifeste au profit de plusieurs candidats jugés populistes ou anti-systèmes,. Si près d'une trentaine de prétendants avait concouru pour la présidentielle de 2014, ceux-ci étaient pour leur grande majorité des candidats mineurs, la campagne se structurant sur l'opposition entre les deux principaux courants du pays, avec d'un côté un candidat moderniste, Béji Caïd Essebsi du parti Nidaa Tounes, et de l'autre un candidat soutenu par les islamistes d'Ennahdha, Moncef Marzouki du Congrès pour la République.
Ce clivage autour de l'islam politique semble s'estomper en 2019 avec la multiplication de candidats jugés de force égale, et l'émergence d'indépendants auparavant en marge du système politique. Les préoccupations d'ordre économique et social prennent nettement le pas sur la campagne, la pauvreté se mêlant à une volonté de changement du personnel politique existant, jugé sur son incapacité à y mettre fin,. Ce « vent de dégagisme » de la part des électeurs se reflète dans les sondages d'opinions dès novembre 2018, avec l'apparition d'outsiders indépendants détrônant les principales personnalités politiques dans les prévisions d'accès au second tour. Une dynamique qui se vérifie également dans les intentions de vote aux législatives, un éventuel parti du candidat Nabil Karoui recueillant alors plus de 30 % dans les sondages, avant même d'obtenir une existence légale,. L'expression du « dégagisme » renvoie au slogan « Dégage ! » asséné au président Zine el-Abidine Ben Ali lors de la révolution de 2011.
Le parti présidentiel Nidaa Tounes est également l'objet de divisions ayant donné naissance au cours des années précédentes à des partis dissidents : Tahya Tounes formé autour de Youssef Chahed ou Machrouu Tounes autour de Mohsen Marzouk. Ces scissions amplifient l'éparpillement des voix au sein du camp moderniste. De son côté, la gauche s'éparpille tout autant avec les candidatures d'Hamma Hammami, Abid Briki et Mongi Rahoui. Même le mouvement islamiste Ennahdha, pourtant réputé très discipliné, voit se présenter contre son candidat Abdelfattah Mourou deux anciens de ses dirigeants : Hamadi Jebali et Hatem Boulabiar.
Ces différents facteurs amènent à une élection présidentielle jugée très ouverte. L'issue du premier tour est en effet particulièrement incertaine, de nombreux candidats ayant des chances de s'y qualifier. La diversité des candidatures en mesure de l'emporter par rapport au scrutin précédent est néanmoins perçue comme le signe de la vitalité de la démocratie tunisienne, encore en cours d'enracinement après des décennies de régime autoritaire.

#### Économie
Malgré un capital sympathie à l'étranger en raison du processus de démocratisation, qui assure le soutien des Occidentaux et du Fonds monétaire international, la situation économique tunisienne reste difficile en 2019. Le secteur touristique, qui constitue une part importante du PIB national, se relève seulement, après avoir été durement frappé par les incertitudes post-révolutionnaires et surtout l'attentat islamique de Sousse de 2015. La hausse des prix est responsable de vives tensions sociales au cours des années précédentes, ce qui amène le gouvernement à mener une politique de lutte contre l'inflation, au détriment de la croissance. Bien que l'inflation ait été contenue à 7 % en 2018 et début 2019, les moyens utilisés à cet effet ont causé un important resserrement du crédit. Les relèvements successifs des taux par la Banque centrale pèsent également sur la croissance, qui est de 2,5 %, alors que le pays est toujours en voie de développement et que le chômage reste élevé, autour de 15 %. La reprise récente du secteur touristique a cependant permis un relèvement du dinar, qui s'apprécie face à l'euro, après une dépréciation de 65 % de 2011 à 2018. La dette publique reste cependant à un niveau élevé, à 77 % du PIB, du fait de déficits budgétaires chroniques. L'incertitude liée à la présidentielle et aux législatives maintient par ailleurs les investisseurs dans l'attentisme.

#### Droits des homosexuels
La légalisation de l'homosexualité est un thème secondaire récurrent de la politique tunisienne depuis plusieurs années. Les relations consenties entre adultes de sexe masculins sont soumises à l'interdiction de la sodomie, passible de trois ans de prison selon l'article 230 du code pénal. Cette législation est utilisée par la police pour harceler les couples homosexuels, procéder à leurs arrestations et les soumettre par décision judiciaire à un « test anal », censé prouvé leur pratique de la sodomie,. Plus d'une centaine d'homosexuels sont ainsi arrêtés en 2018, en forte augmentation depuis la révolution de 2011, tandis que les associations de protection des homosexuels sont harcelées ou interdites, ce qui n'empêche pas leur expansion.
Le ministre de la Justice Mohamed Salah Ben Aïssa appelle dès septembre 2015 à la dépénalisation de l'homosexualité, déclarant qu'« après l'adoption de la nouvelle Constitution, il n'est plus admis de violer les libertés individuelles, la vie privée et les choix personnels, même sexuels ». Il est cependant désavoué par le président Béji Caïd Essebsi, qui affirme que sa demande n'engage que lui, et non l'État. Le ministre est limogé dans la foulée,,. Selon un sondage d'opinion effectué en 2016, 64,5 % des Tunisiens estiment que l'homosexualité doit être punie, 11 % ayant une opinion contraire, et le reste s'abstenant de répondre.
Dans un rapport remis le 15 juin 2018 au président, la Commission des libertés individuelles et de l'égalité recommande d'abolir l'article 230 du code pénal. Le sujet demeure un thème fréquemment évoqué par la frange moderniste de la société tunisienne, et la plupart des candidats à la présidentielle se voient demander leur position sur ce sujet au cours d'entretiens avec les médias.
Mounir Baatour crée la sensation dans les médias occidentaux en déposant sa candidature à la présidentielle, ce qui aurait fait de lui le premier candidat homosexuel à un tel poste dans le monde arabe. Sa candidature est cependant jugée anecdotique dans le pays, tandis que plusieurs associations LGBT s'y opposent, la jugeant au contraire dangereuse pour la cause homosexuelle. Baatour avait été condamné à trois ans de prison en 2013 pour sodomie avec un lycéen mineur de 17 ans, des faits qu'il a toujours niés,. Sa candidature est finalement rejetée, ce que Baatour conteste mais sans succès,.

### Débats
| Abbou      | P | O | O |
| Aïdi       | O | O | P |
| Boulabiar  | O | P | O |
| Briki      | P | O | O |
| Chahed     | O | O | P |
| Elloumi    | O | O | P |
| Fakhfakh   | O | P | O |
| Hamdi      | O | P | O |
| Hammami    | O | O | P |
| Jalloul    | P | O | O |
| Jebali     | O | P | O |
| Jomaa      | P | O | O |
| Karoui     | A | O | O |
| Makhlouf   | O | O | P |
| Mansour    | P | O | O |
| Marzouk    | O | P | O |
| Marzouki   | P | O | O |
| Mourou     | P | O | O |
| Moussi     | P | O | O |
| Mraihi     | O | P | O |
| Nourri     | O | P | O |
| Rahoui     | O | P | O |
| Riahi      | O | O | A |
| Safi Saïd  | O | O | P |
| Kaïs Saïed | O | O | P |
| Zbidi      | O | P | O |

Pour la première fois de l'histoire du Maghreb, des débats retransmis en direct à la télévision sont organisés entre les candidats avant le premier tour. Le premier de ces débats, échelonnés sur trois jours consécutifs, a lieu le 7 septembre,
Les 26 candidats sont répartis à parts égales sur les trois soirées. Leurs temps de parole est chronométré afin d'assurer l'équité. Deux d'entre eux sont néanmoins absents : Nabil Karoui, en raison de son incarcération pour accusations de blanchiment d'argent, et Slim Riahi, en fuite en France après l'émission d'un mandat de dépôt dans le cadre d'une affaire de corruption. La participation des candidats à distance est un temps évoquée, mais n'est finalement pas mise en œuvre, faute de feu vert de la part de la justice tunisienne,. En réaction, Karoui se déclare « privé de son droit constitutionnel » à s'exprimer et dénonce l'« absence d'égalité des chances » des débats.
Les candidats répondent à des questions choisies au hasard en matière de diplomatie, sécurité, libertés individuelles ou économie, et sont interrompus ou relancés par les journalistes, mais ne débattent pas entre eux. Malgré ce cadre restreignant, plusieurs candidats se démarquent par leurs aisance verbale, tels Abir Moussi ou Abdelfattah Mourou, tandis que Mohamed Abbou est remarqué pour ses approches non clivantes. Ces débats inédits et très suivis sont salués comme une avancée pour la démocratie tunisienne, les candidats s'étant montrés respectueux. L'absence de véritable échange est cependant critiqué, donnant lieu à un résultat jugé froid et sans frictions. La performance est retransmise sur onze chaines de télévisions et dans plusieurs pays à l'étranger, dont les voisins algériens et libyens.
Nabil Karaoui, emprisonné, ne pouvant mener campagne, c'est son épouse Salwa Smaoui qui anime le camp de ses partisans et fait la promotion de ses propositions.
Le second débat, bien qu'accueillant mois de personnalités jugées d'envergure nationale, est remarqué par l'introduction d'un « droit de réponse » permettant des moments de duels entre candidats, que les animateurs ont du mal à maitriser. Les questions économiques dominent, tandis que la position des candidats quant à l'islam, absente du premier débat, fait son apparition,.

### Désinformation
Au dernier jour de campagne du premier tour, le 13 septembre, des fausses infos font état de sondages fictifs destinés à décourager les électeurs, ainsi que faux désistements de candidats, dont ceux de Moncef Marzouki, Seifeddine Makhlouf ou encore Salma Elloumi Rekik, tous rapidement démentis par les équipes de campagne des intéressés,.

### Désistements
Le 13 septembre, les deux candidats Mohsen Marzouk et Slim Riahi annoncent leur soutien au candidat Abdelkrim Zbidi. Les bulletins de vote unique ayant déjà été imprimés, leurs noms restent cependant présents sur ceux-ci. Cette situation avait déjà eu lieu en 2014 avec cinq candidats dont Mustapha Kamel Nabli et Noureddine Hached, et avait mené les candidats désistés à recevoir malgré tout plusieurs milliers de voix,.

### Entre-deux-tours
Le 16 septembre, Moncef Marzouki, Abdelkrim Zbidi, Youssef Chahed et Mohamed Abbou reconnaissent leur défaite et visent les législatives pour se relancer,,,. Le 18 septembre, Abdelfattah Mourou le fait à son tour.
Hechmi Hamdi et Moncef Marzouki apportent son soutien à Kaïs Saïed pour le second tour. Ils sont ensuite suivis par Lotfi Mraïhi, Seifeddine Makhlouf, Mohamed Abbou et le parti Ennahdha.
Interrogé par Le Point, Nabil Karoui affirme que Tahya Tounes et Ennahdha ont contribué à son arrestation pour lui barrer la route lors des législatives et de la présidentielle. Le 1er octobre, la Haute autorité indépendante de la communication audiovisuelle (Haica) condamne Nessma (qui appartient à Karoui) à payer une amende de 80 000 dinars tunisiens pour une émission faisant passer Saïed pour le candidat des islamistes d'Ennahdha, et pour un spot pro-Karoui. Le 14 septembre, la chaîne avait déjà été condamnée à payer une amende de 40 000 dinars pour un spot pro-Karoui. Le 8 octobre, la chaîne est condamnée à une amende supplémentaire de 320 000 dinars pour avoir de nouveau diffusé le spot litigieux.
Le 3 octobre, la justice américaine révèle l'existence d'un contrat de lobbying de Dickens & Madson Canada Inc. en faveur de Karoui, signé le 19 août pour un montant d’un million d’euros, une somme dépassant les dépenses de campagne autorisées.
Le 5 octobre, Kaïs Saïed annonce renoncer à prendre part à la campagne électorale, dans le but de respecter l'égalité des chances de son rival, qui reste emprisonné et fait campagne par l'intermédiaire de son épouse et de sa chaîne de télévision. Celle-ci est cependant controversée pour avoir, en 2006, signé au nom de Microsoft dont elle était la représentante, un contrat avec le régime de Ben Ali.
Le 8 octobre, Karoui dépose un recours en justice pour demander le report du second tour tant qu'il n'aura pas été libéré pour faire campagne. Il est finalement libéré le lendemain par la Cour de cassation. Peu avant, ses soutiens ont lancé une marche qui doit arriver à Tunis le 11 octobre. Alors qu'il reste deux jours aux deux candidats pour faire campagne, l'équipe de Karoui maintient sa demande de report, arguant que les délais sont trop courts. Cette demande est rejetée le 11 octobre par le tribunal administratif.
Un débat entre les deux finalistes a lieu le 11 octobre.

## Sondages
Les sondages sont interdits de publication à partir du mois d'août dans les médias tunisiens, ce qui n'empêche cependant pas leur organisation par des instituts étrangers.

## Résultats
| Candidats                | Candidats                | Partis                       | Premier tour | Premier tour | Second tour | Second tour |
| Candidats                | Candidats                | Partis                       | Voix         | %            | Voix        | %           |
| ------------------------ | ------------------------ | ---------------------------- | ------------ | ------------ | ----------- | ----------- |
|                          | Kaïs Saïed               | Indépendant                  | 620 711      | 18,40        | 2 777 931   | 72,71       |
|                          | Nabil Karoui             | Au cœur de la Tunisie        | 525 517      | 15,58        | 1 042 894   | 27,29       |
|                          | Abdelfattah Mourou       | Ennahdha                     | 434 530      | 12,88        |             |             |
|                          | Abdelkrim Zbidi          | Indépendant                  | 361 864      | 10,73        |             |             |
|                          | Youssef Chahed           | Tahya Tounes                 | 249 049      | 7,38         |             |             |
|                          | Safi Saïd                | Indépendant                  | 239 951      | 7,11         |             |             |
|                          | Lotfi Mraïhi             | Union populaire républicaine | 221 190      | 6,56         |             |             |
|                          | Seifeddine Makhlouf      | Coalition de la dignité      | 147 351      | 4,37         |             |             |
|                          | Abir Moussi              | Parti destourien libre       | 135 461      | 4,02         |             |             |
|                          | Mohamed Abbou            | Courant démocrate            | 122 287      | 3,63         |             |             |
|                          | Moncef Marzouki          | Hizb el-Harak                | 100 338      | 2,97         |             |             |
|                          | Mehdi Jomaa              | Al Badil Ettounsi            | 61 371       | 1,82         |             |             |
|                          | Mongi Rahoui             | Front populaire              | 27 355       | 0,81         |             |             |
|                          | Hechmi Hamdi             | Courant de l'amour           | 25 284       | 0,75         |             |             |
|                          | Hamma Hammami            | Indépendant                  | 23 252       | 0,69         |             |             |
|                          | Elyes Fakhfakh           | Ettakatol                    | 11 532       | 0,34         |             |             |
|                          | Saïd Aïdi                | Bani Watani                  | 10 198       | 0,30         |             |             |
|                          | Omar Mansour             | Indépendant                  | 10 160       | 0,30         |             |             |
|                          | Mohsen Marzouk           | Machrouu Tounes              | 7 376        | 0,22         |             |             |
|                          | Hamadi Jebali            | Indépendant                  | 7 364        | 0,22         |             |             |
|                          | Néji Jalloul             | Indépendant                  | 7 166        | 0,21         |             |             |
|                          | Abid Briki               | Tunisie en avant             | 5 799        | 0,17         |             |             |
|                          | Selma Elloumi            | Al Amal                      | 5 093        | 0,15         |             |             |
|                          | Mohamed Seghaïer Nourri  | Indépendant                  | 4 598        | 0,14         |             |             |
|                          | Slim Riahi               | Nouvelle Union nationale     | 4 472        | 0,13         |             |             |
|                          | Hatem Boulabiar          | Indépendant                  | 3 704        | 0,11         |             |             |
|                          |                          |                              |              |              |             |             |
| Votes valides            | Votes valides            | Votes valides                | 3 372 973    | 97,34        | 3 820 825   | 98,16       |
| Votes blancs             | Votes blancs             | Votes blancs                 | 23 867       | 0,69         | 15 912      | 0,41        |
| Votes invalides          | Votes invalides          | Votes invalides              | 68 344       | 1,97         | 55 348      | 1,42        |
| Total                    | Total                    | Total                        | 3 465 184    | 100          | 3 892 085   | 100         |
| Abstention               | Abstention               | Abstention                   | 3 609 382    | 51,02        | 3 253 741   | 43,20       |
| Inscrits / participation | Inscrits / participation | Inscrits / participation     | 7 074 566    | 48,98        | 7 074 566   | 56,80       |

 Représentation des résultats du second tour :
| Kaïs Saïed (72,71 %) |  |  | Nabil Karoui (27,29 %) |
| ▲                    |  |  |                        |
| Majorité absolue     |  |  |                        |

## Analyses et conséquences
- Karoui
- Saïed
- Zbidi
- Mraihi
- Mourou
- Safi Saïd
- Marzouki
- Makhlouf

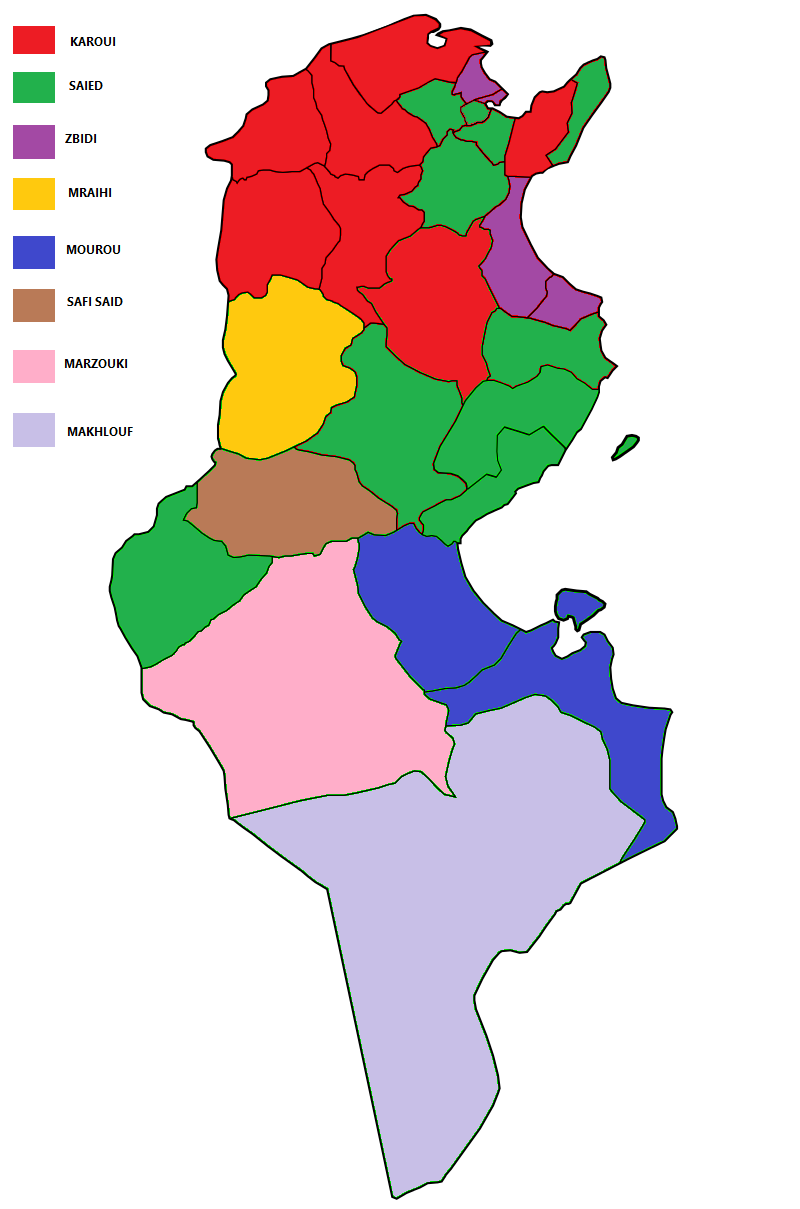
Candidat en tête du premier tour par circonscription :
Karoui
Saïed
Zbidi
Mraihi
Mourou
Safi Saïd
Marzouki
Makhlouf
Saïed l'emporte dans toutes les circonscriptions au second tour.

Les élections ont lieu de manière calme et transparente, ainsi que dans un très bon respect des procédures de vote, selon les observateurs de l'Union européenne. D'après des sondages en sortie des urnes effectués le soir du scrutin, Kaïs Saïed et Nabil Karoui seraient qualifiés au second tour, avec derrière eux Abdelfattah Mourou, Abdelkrim Zbidi, Youssef Chahed et Safi Saïd. Les premiers résultats préliminaires sont attendus le 17 septembre. L'Isie communique néanmoins dès la fin du scrutin un taux de participation de 45,02 %, en nette baisse par rapport aux élections de 2014, qui avaient vues près de 63 % des électeurs se rendre aux urnes au premier tour ; le corps électoral ayant cependant augmenté entre-temps d'un million et demi d'inscrits.
Kaïs Saïed l'emporte au second tour avec plus de 70 % des voix. Dans un geste symbolique, au lendemain du scrutin, des Tunisiens lancent des campagnes de nettoyage de leurs quartiers. Nabil Karoui reconnaît sa défaite au lendemain du scrutin.
Selon Olfa Lamloum, directrice du bureau de Tunis de l'ONG International Alert, « cette victoire s'explique principalement par cette mobilisation extraordinaire des jeunes âgés entre 18 et 25 ans. [Saïed] a réussi à gagner la confiance de cette jeunesse dans les quartiers et les régions de l'intérieur, non pas à travers les promesses mais en apportant des réponses à l'échec de la démocratie représentative ». Pour le sociologue Mohamed Jouili, « les jeunes bricolent entre ces éléments, modernités, traditions, il n'y a plus ce clivage. [Il] a su ces dernières années établir une relation de confiance forte avec les jeunes en les rencontrant partout dans le pays, ce qui lui a permis de construire autour de lui une ceinture de jeunes ayant mené sa campagne ».
L'analyste Michaël Ayari, de l'International Crisis Group, indique : « Personne ne croyait vraiment à ce candidat hors norme, sans aucune expérience politique. Kaïs Saïed incarne la probité et la lutte contre la corruption, c’est un homme qui croit que tout se règle en appliquant les lois à la lettre. Kaïs Saïed incarne les espoirs déçus de 2011, il parle au nom des marginaux, veut rétablir la dignité et combattre les inégalités régionales ».
L'ISIE annonce les résultats préliminaires quelques heures plus tard. Elle doit ensuite proclamer les résultats définitifs d'ici le 16 octobre, ou avant le 25 octobre dans le cas où des recours sont déposés. Les résultats sont effectivement proclamés à l'identique le 17 octobre. Kaïs Saïed doit ensuite être investi dans les dix jours suivant cette proclamation, devant le Parlement sortant. La date limite est le 30 octobre. Le bureau de l'Assemblée se réunit le 18 octobre et fixe la date au 23 octobre. Cette date correspond à la durée maximale de l'intérim présidentiel de 90 jours. Le régime étant semi-présidentiel, Kaïs Saïed a une semaine après son investiture pour charger le parti arrivé en tête des législatives de former un gouvernement. Celui-ci aura ainsi un mois pour obtenir la confiance du Parlement.